# 나탈리야 알렉세예브나 여대공
나탈리야 알렉세예브나 여대공(러시아어: Наталья Алексеевна, 1714년 7월 21일 ~ 1728년 11월 22일)는 러시아 제국의 여대공이다.

## 생애
나탈리야 알렉세예브나는 1714년 7월 21일에 상트페테르부르크에서 알렉세이 페트로비치 황태자와 샤를로테 크리스티네 폰 브라운슈바이크볼펜뷔텔 공녀 부부의 첫째 딸로 태어났으며 표트르 1세 황제의 손녀이자 표트르 2세 황제의 누나에 해당한다. 1715년에는 자신의 어머니였던 샤를로테 크리스티네가 아들인 표트르 2세를 낳은 뒤에 사망했고 1718년에는 아버지였던 알렉세이 페트로비치 황태자가 할아버지인 표트르 1세 황제의 고문에 의해 사망하면서 어린 나이에 부모를 잃었다.
나탈리야 알렉세예브나는 1719년에 자신의 남동생인 표트르와 함께 러시아 제국 궁정의 가정부인 안나 이바노브나 크라메르에 의해 자랐다. 나탈리야 알렉세예브나는 지적이고 상냥해서 남동생인 표트르 2세 황제에게 좋은 영향을 끼친 것으로 여겨진다. 1727년에는 나탈리야 알렉세예브나의 남동생인 표트르가 러시아 제국의 표트르 2세 황제로 즉위했다.
러시아 제국의 관료였던 알렉산드르 다닐로비치 멘시코프(1673년 ~ 1729년)는 나탈리야 알렉세예브나가 자신의 아들인 알렉산드르 알렉산드로비치 멘시코프(1714년 ~ 1764년)와 결혼하기를 희망했었다. 그러나 나탈리야 알렉세예브나는 결혼을 하지 않으면서 자식을 낳지 못했으며 1728년 11월 22일에 사망했다. 나탈리야 알렉세예브나의 남동생인 표트르 2세 황제 역시 혼담을 앞두고 1730년에 사망했다.